# Lago Yellowstone
El lago Yellowstone es un importante lago de montaña de Estados Unidos, situado en el estado de Wyoming.

## Geografía

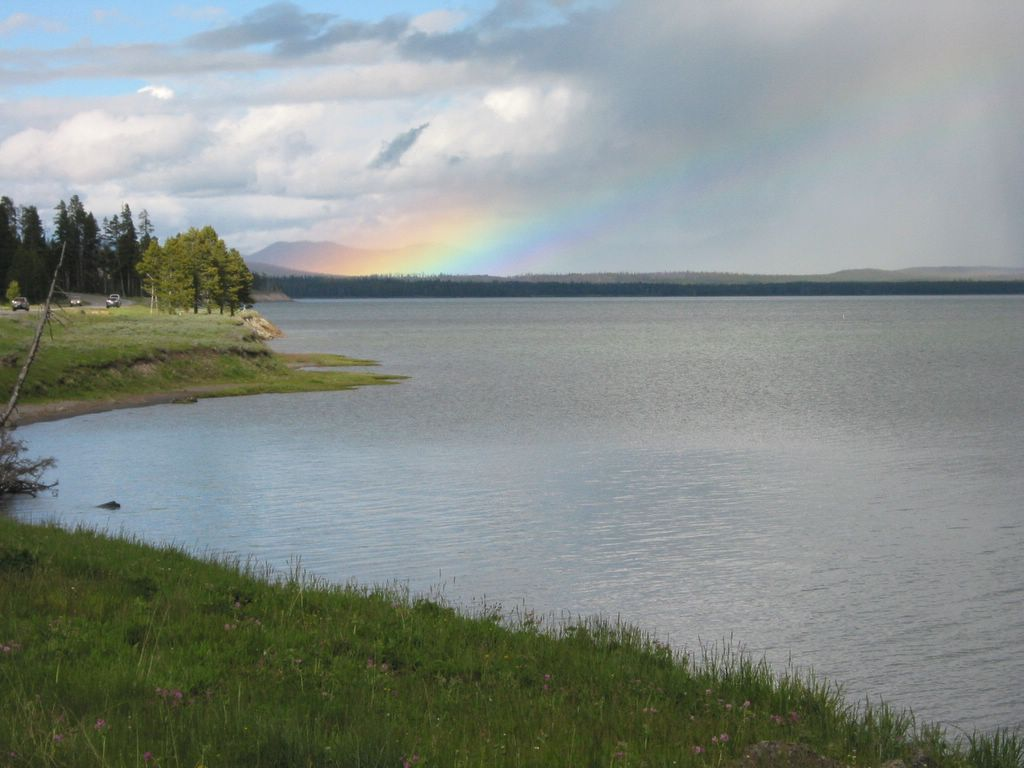
Vista del lago Yellowstone

El lago se encuentra en el Parque nacional de Yellowstone. De una superficie de 352 km², está en la parte sudeste del parque. La mitad meridional del lago se encuentra en una caldera, el cráter del volcán Yellowstone. El lago, que se encuentra a una altitud de 2376 m s. n. m., tiene 32 kilómetros de longitud y 23 kilómetros de anchura; es el lago de montaña más grande de América del Norte. A causa de la altitud, la temperatura del agua es relativamente fresca el verano (15,6 °C de media en verano) y el lago se hiela en invierno. El lago se hiela a principios de diciembre y pueden permanecer helado hasta finales de mayo o principios de junio. Su profundidad media es de 42 metros, con una máxima de 118 metros.
Existen algunas fuentes de agua caliente en la orilla y en el fondo del lago. El lago es atravesado de norte a sur por el río Yellowstone. Numerosos arroyos alimentan también el lago.Las aguas del lago desembocan en el océano Atlántico pasando por el golfo de México.

## Geología

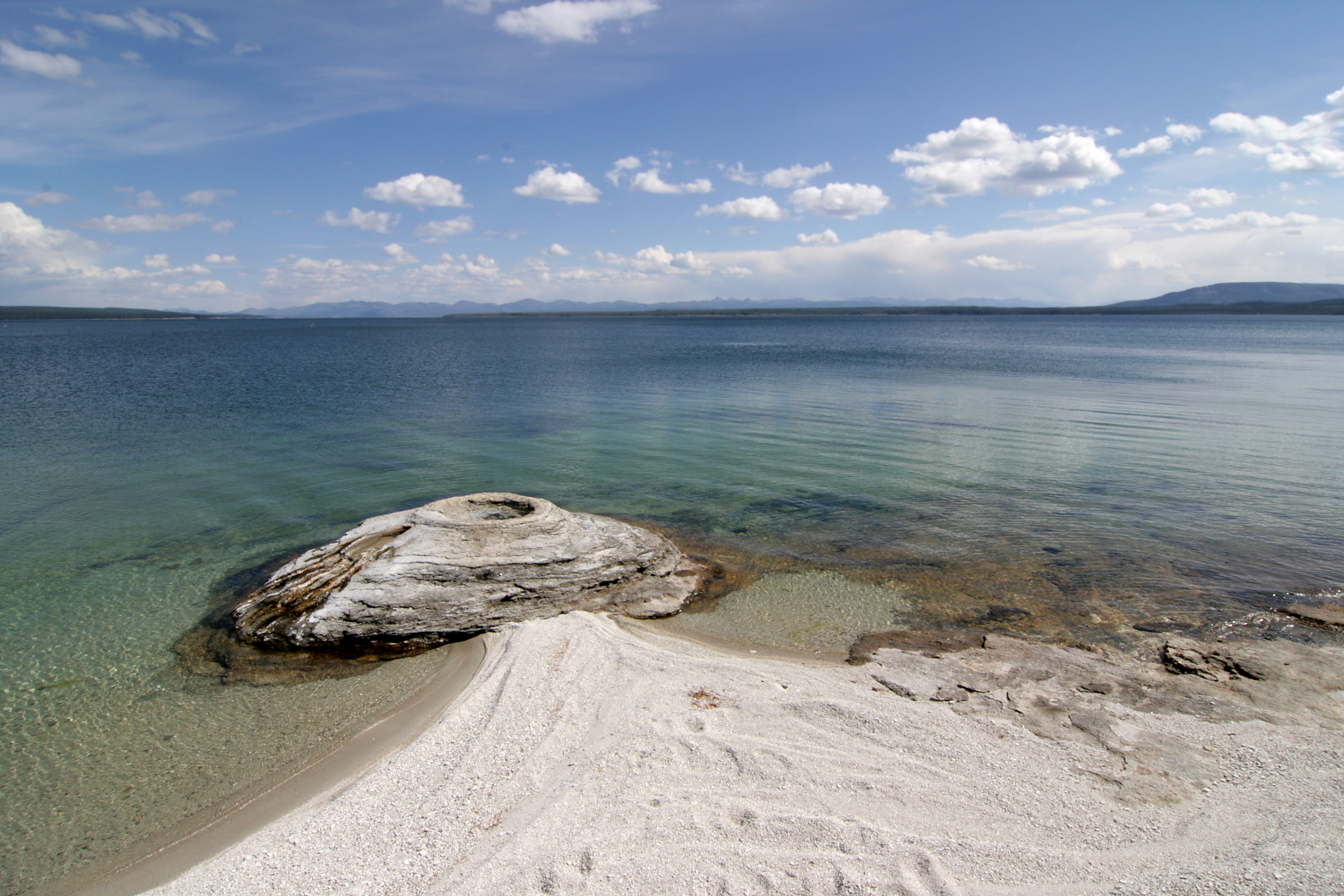
Una vista de la sección occidental del lago

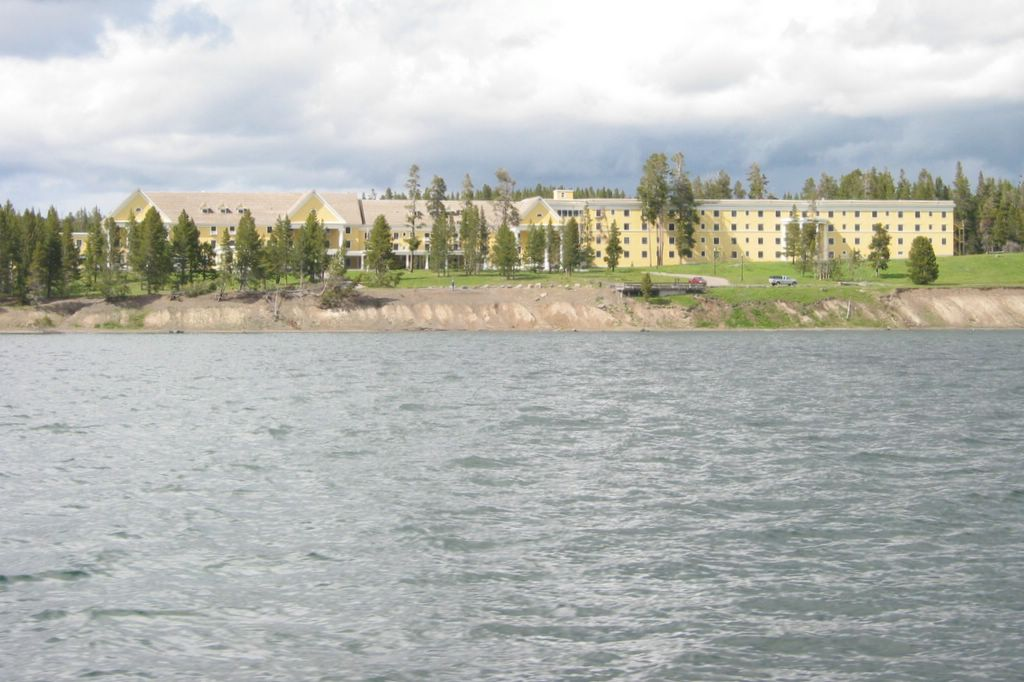
Vista del hotel Lake Yellowstone, a orillas del lago

En el área sudoeste del lago el área geotérmica de West Tumb es fácilmente accesible a visitantes. Los géiseres, fumarolas y aguas termales se encuentran en el lago y sus proximidades.
En los últimos años(desde 2004), la tierra bajo el lago han comenzado a elevarse considerablemente, indicando un aumento de la actividad geológica, y las áreas limitadas del parque nacional han sido cerradas al público. Desde 2005, ninguna área actualmente está limitada aparte de aquellas que tienen normalmente el permiso de acceso limitado como alrededor de la Cuenca de Géiser de West Tumb. Hay un abombamiento de aproximadamente 600 metros de largo y 30 metros de alto bajo una sección del lago Yellowstone, donde hay una variedad de fallas, aguas termales y pequeños cráteres. Imágenes sísmicas han mostrado recientemente que las capas de sedimentos están inclinadas, pero aún no se ha determinado su antigüedad.
Después de que la cámara de magma bajo el Parque Yellowstone se derrumbase hace 600.000 años en su gran erupción anterior, formó una gran caldera que estuvo posteriormente parcialmente llena de flujos de lava. Parte de este caldera son los 352 kilómetros² que forman el Lago Yellowstone. El lago original era 60 metros más alto que el lago actual, que se extendía hacia el norte desde el valle Hayden hasta la base del monte Washburn.
Se cree que el lago Yellowstone originalmente drenaba hacia el sur en el océano Pacífico a través del río Snake. El lago tiene actualmente en el norte su única salida, el río Yellowstone, en el Fishing Bridge. La elevación del extremo norte del lago no baja sustancialmente hasta LeHardy Rapids. Por lo tanto, este lugar es considerado el límite norte del lago Yellowstone. Posteriormente, unos kilómetros río abajo, el río Yellowstone tiene una serie de cascadas y a continuación, entra el Gran Cañón de Yellowstone.
En la década de 1990, investigaciones geológicas han determinado que los dos respiraderos volcánicos, que hoy se conocen como "el resurgimiento de cúpulas", están aumentando de nuevo. De año en año, aumentan o descienden, con un promedio de incremento neto de unos dos centímetros por año. Durante el período comprendido entre 1923 y 1985, la Cúpula Sour Creek fue en aumento.En los años posteriores a 1986, ha disminuido o se ha mantenido. El resurgimiento de la cúpula Sour Creek, justo al norte de Fishing Bridge está causando la inclinación del lago Yellowstone hacia el sur. Playas más grandes y arenosas se encuentran ahora en la orilla norte del lago, y se pueden encontrar áreas inundadas encontradas en los brazos del sur.
El valle de Hayden estuvo antiguamente cubierto por un brazo del lago Yellowstone. Por lo tanto, contiene sedimentos lacustres que ahora están cubiertos de glaciares desde la última retirada de los glaciares hace 13 000 años. Debido a que el glaciar contiene muchos tamaños diferentes de grano, incluida la arcilla y una fina capa de sedimentos del lago, el agua no puede filtrarse fácilmente en el suelo. Este es el motivo por el que el valle de Hayden es pantanoso y tiene pocos árboles.

## Fauna
Entre los peces nativos del lago se encuentran trucha de Yellowstone, y posiblemente la carpita rinconera. El resto seguramente fueron introducidos por el hombre, como el Richardsonius balteatus y el Erimyzon sucetta. Desde 1973 está prohibida la pesca.